# An Hour Before Dawn
An Hour Before Dawn er en amerikansk stumfilm fra 1913 af J. Searle Dawley.

## Medvirkende
- Laura Sawyer som Kate Kirby
- House Peters
- Edward Earle som Wallace
- William C. Chamberlin som Richard Wallace